# Mel Jersey
Mel Jersey, nom de scène d'Eberhard Karl Alfons Jupe (né le 1er octobre 1943 à Falkenau) est un chanteur allemand.
Mel Jersey est marié à Judith Kristina Barbara Lafin (née en 1952) depuis novembre 1969. Ils ont deux filles et forment le duo Judith und Mel depuis 1990.

## Biographie
Mel Jersey apparaît en tant que chanteur de schlager au début des années 1970. À cette époque, Peter Orloff écrit les chansons pour Mel. En 1980 et 1982, il est chanteur, compositeur et parolier à deux reprises pour l'émission de sélection de l'Allemagne au Concours Eurovision de la chanson ; en 1980, il est septième sur douze participants et en 1982, sixième sur douze participants.
Il ne réussit pas à avoir un grand succès en tant que chanteur. Il se consacre à l'écriture et à la composition pour des interprètes comme Roy Black, Lena Valaitis, Florian Silbereisen, Mara Kayser, Stefan Mross, Margitta und ihre Töchter, Eberhard Hertel, Dennie Christian ou Alpentrio Tirol. Mel Jersey est également producteur d'autres artistes, par exemple Margitta und ihre Töchter, Dennie Christian, Lena Valaitis et Rudy Giovannini.
Avant de pouvoir vivre entièrement de la musique, il travaillait comme outilleur chez Volkswagen à Hanovre.

## Source de la traduction
- (de) Cet article est partiellement ou en totalité issu de l’article de Wikipédia en allemand intitulé « Mel Jersey » (voir la liste des auteurs).